# Donald Woods (journalist)

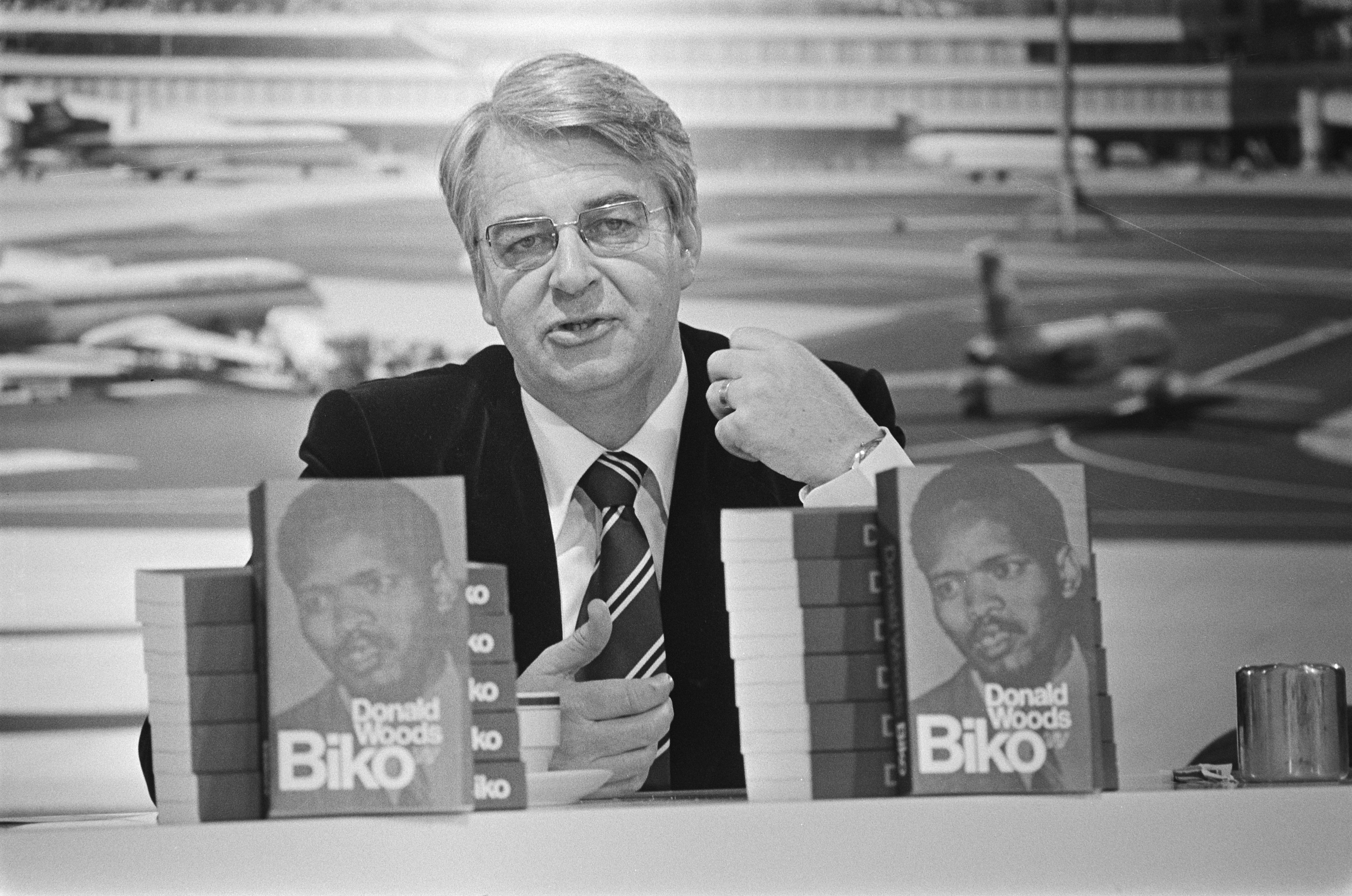
Donald Woods in 1978.

Donald James Woods (Hobeni (Mbhashe), 15 december 1933 – Londen, 19 augustus 2001) was een Zuid-Afrikaans journalist en anti-apartheids activist. Hij is vooral bekend vanwege zijn vriendschap met de in 1977 in gevangenschap omgekomen activist Steve Biko, over wie hij het boek Biko schreef. Op dit boek en op Woods' autobiografie Asking for Trouble is de film Cry Freedom van Richard Attenborough gebaseerd.

## Levensloop
Woods werd geboren in Transkei. Hij was een nakomeling van de kolonisten van 1820. Hij studeerde rechten. Als journalist werkte hij in de jaren 50 en 60 in Wales, Engeland en de Verenigde Staten. Halverwege de jaren 60 keerde hij terug naar Oos-Londen, waar hij hoofdredacteur van de Daily Dispatch werd. Ondanks sterker wordende controle en onderdrukking van de media door de overheid nam Woods zowel kleurlingen als zwarten aan als journalist en liet hij hen in één ruimte met blanke journalisten werken.
Woods stond aanvankelijk kritisch tegenover de Zwarte bewustzijnsbeweging van Steve Biko, maar na een ontmoeting werden Woods en Biko vrienden. Na de Opstand in Soweto in 1976 werden de Zwarte bewustzijnsbeweging en andere politieke organisaties verboden en was Woods een van de personen die uit zijn functie werd gezet en onder huisarrest werd geplaatst. Toen Biko een jaar later werd gearresteerd en kort daarna in een politiecel onder verdachte omstandigheden overleed, ging Woods met de weduwe van Biko naar het mortuarium waar hij foto's nam van de verwondingen. In de maanden daarna werd de druk op Woods groter. Eind 1977 vluchtte hij met zijn vrouw en vijf kinderen via Lesotho en Botswana naar het Verenigd Koninkrijk.
Vanuit Londen pleitte Woods voor sancties tegen het apartheidsbewind in Zuid-Afrika. Hij publiceerde in 1978 de biografie Biko, met daarin de foto's die hij in het mortuarium had genomen, en in 1981 de autobiografie Asking for Trouble. Deze boeken waren de inspiratie voor de in 1987 verschenen film Cry Freedom van Richard Attenborough. Hierin werd de rol van Woods gespeeld door acteur Kevin Kline. Woods en zijn echtgenote Wendy Bruce waren nauw betrokken bij de productie van de film.
Na de vrijlating van Nelson Mandela en de ontmanteling van het apartheidsregime keerde Woods in 1994 terug naar Zuid-Afrika om te stemmen voor de Zuid-Afrikaanse parlementsverkiezingen 1994. Hij was enige tijd verbonden aan het Institute for the Advancement of Journalism (IAJ) in Johannesburg. In 1997 was Woods bij de onthulling door Mandela van een standbeeld van Steve Biko in Oos-Londen. Donald Woods overleed in 2001 op 67-jarige leeftijd in Londen aan kanker.